# Страх от тъмното
„Страх от тъмното“ (на английски: Darkness Falls) е свръхестествен филм на ужасите от 2003 г. на режисьора Джонатан Либесман, по сценарий на Джо Харис и Джон Фасано, и участват Чейни Клей и Ема Кофийлд.